# 4330 Vivaldi
4330 Vivaldi è un asteroide della fascia principale. Scoperto nel 1982, presenta un'orbita caratterizzata da un semiasse maggiore pari a 2,2421525 UA e da un'eccentricità di 0,0382623, inclinata di 2,66620° rispetto all'eclittica.
L'asteroide è dedicato ad Antonio Vivaldi, celeberrimo compositore italiano.